# Emergency Wetlands Resource Act of 1986
La Emergency Wetlands Resource Act of 1986 est une loi américaine sur la protection des zones humides. Elle permet l'achat par des investisseurs privés appelé Land and Water Conservation Fund, de zones humides afin de les protéger, supprimant des dispositions précédentes réservant ce droit à l'administration.
Le secrétaire du département de l'Intérieur des États-Unis établit le National Wetlands Priority Conservation Plan qui permet aux États d'élaborer leur Comprehensive Outdoor Recreation Plans qui gère les fonds issus des Migratory Bird Conservation Fund, provenant de la vente des armes de chasse et des munitions. 
La loi prévoit également la remise annuelle d'un rapport de situation et d'action du ministre destiné au Congrès. 
En outre, elle a fixé le devoir à l'USFWS de continuer un inventaire national des zones humides pour le 30 septembre 1998 ainsi que d'autres mesures diverses comme l'établissement de zones protégées dans le bayou ou la mise en place de droit d'entrée dans les refuges. 

## Liens web
- (en) « Digest of Federal Resource Laws of Interest to the U.S. Fish and Wildlife Service », USFWS